# Медвен
Мèдвен е село в Югоизточна България, община Котел, област Сливен.

## География
Село Медвен се намира на около 27 km североизточно от областния център град Сливен, около 11 km югоизточно от общинския център град Котел и около 40 km северозападно от град Карнобат. Разположено е в южните разклонения на Котленска планина, Източна Стара планина, предимно край десния (южния) бряг на Медвенска река, ляв приток на река Луда Камчия. Северозападно от Медвен реката се врязва във варовити скали и след каскада от няколко водопада с височина до 8 m образува на около километър от селото водопада Синия вир. Районът е карстов с много пещери.
Климатът е преходно-континентален, почвите са ерозирани светли и лесивирани.. Надморската височина в центъра на селото при сградата на кметството е около 436 m.
През Медвен минава третокласният републикански път III-7006, водещ на юг до връзка при село Градец с второкласния републикански път II-48, а на изток през село Садово – до връзка с първокласния републикански път I-7.
Землището на село Медвен граничи със землищата на: град Котел на запад и северозапад; село Ябланово на север; село Крайгорци на север; град Върбица на север; село Садово на изток; село Дъбовица на югоизток; село Градец на юг; село Катунище на югозапад.
Населението на село Медвен, наброявало 1011 души при преброяването към 1934 г. и 962 към 1965 г., намалява до 165 (по служебен документ на НСИ от 2021.12.31) към 2021 г.
При преброяването на населението към 1 февруари 2011 г., от обща численост 212 лица, за 139 лица е посочена принадлежност към „българска“ етническа група, за 57 – „не се самоопределят“ и за 8 – „не отговорили“, а за принадлежност към „турска“ и към „други“ не са посочени данните.

## История
В местностите Еркесията и Калето са регистрирани от Карел Шкорпил развалини от антична крепост и вал (впоследствие заличен). Източно от Медвен е имало късносредновековно селище, известно с името Новачка, разрушено по време на черкезките нашествия. Село Медвен е основано след завоюването на България от османските турци, около 1525 г., от преселници от съществувалото на 4 km югоизточно село Бутово. Поминъкът на населението е свързан с дърводобив и овчарство, отглеждане на буби и пчели, тъкане на аби и шаяци. Селото е прочуто с изработваните дървени станове и бъчви. През 1821 г. е учредено сдружение на медвенските еснафи. В Медвен се разпространяват старопечатни книги – два оригинални преписа от преводи на Софроний Врачански, и други. През 1808 г. е открито килийно училище към абаджийската работилница на Вълко Мустаков, по-късно – към църквата. От 1831 г. има светско училище. През 40-те години на 19 век в обучението е използван „Рибният буквар" от Петър Берон. По инициатива на учителя Г. Бъчваров е въведена взаимоучителната метода. В Медвен преподават учителите Стойно Ганев, Ст. Въжаров, Н. Станчев, Н. Далакчиев (чичо на Захари Стоянов). В построената през 1852 г. църква „Света Марина" службата се води на български език. Медвенци обявяват бойкот (1859 г.) на шуменския гръцки владика и по време на църковна служба демонстративно напускат храма. През 1876 г. жителите се подготвят за въстание, но Медвен не въстава поради закъснялото включване на Сливенския революционен окръг в Априлското въстание.
По време на Руско-турската война 1877 – 1878 г. башибозук напада (16 януари 1878 г.) селото, опожарява го и избива 53 души. След войната по Берлинския договор 1878 г. селото остава в Източна Румелия; присъединено е към България след Съединението 1885 г.
От 1929 г. дотогавашното начално училище в селото става основно училище „Захари Стоянов“. Училището действа до 1996 г., когато е закрито. След закриването сградата на училището е претърпяла пожар.
Църквата в познатия ѝ вид датира от 1882 г., когато е била построена на основите на старата (1852 г.) църква. В нея се е служило неосветена до 1892 г., като освещаването ѝ е извършено на 13 септември 1892 г. от тогавашния Сливенски митрополит Гервасий. Преди да бъде построена църквата е имало параклис, датиращ от 1837 г., обслужван от време на време от градецки свещеници. На 16 януари 1878 г. църквата е изгорена от турците, като е изгоряло всичко вътре, само храмовата икона „Света Великомъченица Марина“ остава незасегната.
Читалището в Медвен е основано на 1 януари 1882 г. Като негови основатели се сочат учителите Ненчо Милков Далакчиев от Медвен, Добри Д. Стойнов от Сливен, Неделя Стамова Гандева от Жеравна и по-будни жители на селото. Читалището първоначално се настанява в сградата на училището, която на 8 декември 1884 г. изгаря, а заедно с нея – и читалищното имущество. По-късно читалищни дейци приемат нов устав и избират ново ръководство. Освен своята главна цел – просветата, читалището играе ролята на кредитен институт. Според член 13 от устава, на касиера се дава право да дава в заем пари от читалищния капитал с лихва 1,5%. Читалището се издържа изключително от членски внос, доброволни вноски и дарения. Най-големи заслуги за даренията има генерал Петър Лолов. Читалището подпомага също бедни ученици. През 1939 г. е открита новопостроена сграда на читалището. От основаването му до 1930 г. читалището се нарича „Извор“, от 1930 до 1944 г. носи името „Генерал Лолов“, а след 9 септември 1944 г. отново приема името „Извор“.

## Обществени институции
Село Медвен към 2023 г. е център на кметство Медвен.
В село Медвен към 2023 г. има:
- действащо читалище „Извор – 1882 г.“;[14][15]
- православна църква „Света Марина“;[16]
- пощенска станция.[17]

## Забележителности
- Къща музей на Захари Стоянов
- Паметник на Захари Стоянов
- Поречие на река Медвенска

На 2 километра от село Медвен, в полите на Стара планина се намира Синият вир (наричан Чъртовец в миналото). На места вирът е дълбок до 8 метра, а водопадът му е висок 7 метра. Нагоре по коритото на река Медвенска са водопадите Малък скок и Голям скок.

## Редовни събития
Събор (сбор) – всяка последна събота на юли от всички краища на България, а често и от чужбина, се събират хора от всякакви възрасти и социални прослойки, обединени от общия медвенски корен. Медвенският сбор се провежда в края на юли заради честването на света великомъченица Марина (29 юли по стар стил).
Медвенският сбор преминава с курбан, печено агнешко и ярешко, люта медвенска сливова ракия, много песни от всеки двор и всяка къща, а до късно вечерта – с традиционни местни хора на селския мегдан.

## Личности
Родени
- Васил Богалев-Медвенец, строителен инженер, водоснабдил селото с питейна вода
- Стоян Бъчваров, актьор, сред пионерите на българския национален театър; паметна плоча е поставена на мястото, където е бил родният му дом в самия център
- Атанас Въжаров (п. 1917), бивш кмет на Бургас
- Васил Георгиев Въжаров (1927 – 2005), дългогодишен кмет на селото, свързал двете махали с асфалтиран път
- генерал-майор Петър Лолов (1864 – 1925), български военен деец
- Захари Стоянов, родната му къща е запазена в първоначалния си автентичен стил и устроена като музей
- Георги Божков (23/5.04.1874 - неизв.), един от българските студенти на основателя на структурализма Фердинанд дьо Сосюр (1857 – 1913) (Веселинов, Д. Българските студенти на Фердинанд дьо Сосюр. София, Сиела, 2008, с. 112 – 120).

## Други
- През 1853 година Никола Икономов – Жеравненеца съобщава за село Медвен, където вероятно получава от местни жители финансова помощ за издаване на своята книга „Земледелие“[18]
- На Медвен е наречена улица в квартал „Княжево“ в София (Карта).